# Tetraonyx bicolor
Tetraonyx bicolor is een keversoort uit de familie van oliekevers (Meloidae). De wetenschappelijke naam van de soort is voor het eerst geldig gepubliceerd in 1825 door Le Peletier en Serville.